# تكوين فيرميجو
تكوين فيرميجو هو تكوين جيولوجي من العصر الطباشيري الأعلى الذي تفجر في حوض راتون الموجود شمال نيو ميكسكو وجنوب كولورادو.
وقد أطلق على تكوين فيرميجو هذا الاسم دبليو تي لي في عام 1913 في مجلة العلوم الأمريكية (American Journal of Science). وفي عام 1917، وصف لي هذا التكوين بشكل أكثر تفصيلًا في بحث متخصص نشر في الماسح الجيولوجي الأمريكي (الصفحات من 51 إلى 55). ويتميز التكوين باللون الرمادي الفاتح، وهو لين يتكون من الحجر الرملي سريع التفتت والصخر الزيتي, الذي يتألف في جزء من تكوينه من الكربونات وربما يوجد به ما يشبه طبقات الفحم أو الأحواض التي تحتوي على طبقات رقيقة من الفحم . كان سمك تكوين فيرميجو 375 قدمًا (116 م) تقريبًا عند موضع التجمع حيث يوجد فيرمو بارك في مقاطعة كولفاكس، ولاية نيو مكسيكو.
وللأسف يعلو تكوين فيرميجو تكوين ترينيداد, ويقع تحت تكوين راتون.